# Byggnadsarbetare

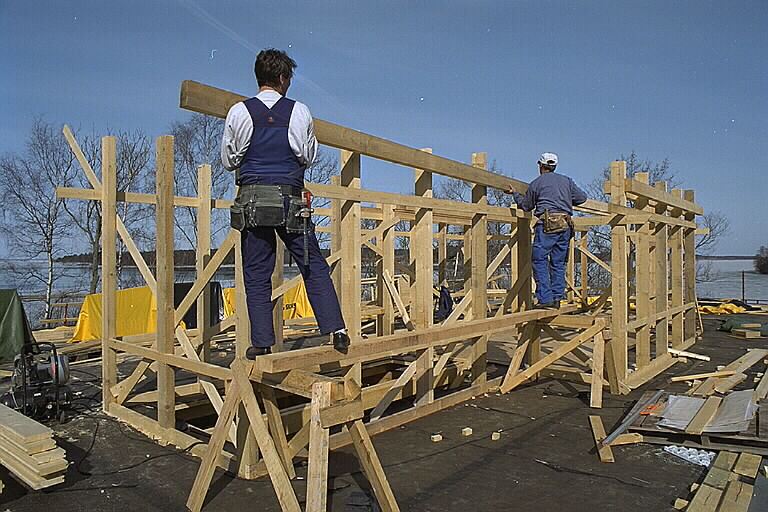
Byggnadsarbetare och byggnadsställningar på Birka.

Byggnadsarbetare, vardagligt även byggarbetare, är den som arbetar med husbyggnad.
Byggnadsarbetare har i själva verket ett flertal yrken och uppgifter såsom:
- Betongarbetare
- Murare
- Träarbetare
- Mark och anläggning
- Målare
- Plåtslagare
- Anläggningsfordon
- Installation (el, VVS m.fl)

I Sverige utbildas byggnadsarbetare bland annat inom Bygg- och anläggningsprogrammet, som tillhör gymnasieskolans nationella program.